# Vaxholm

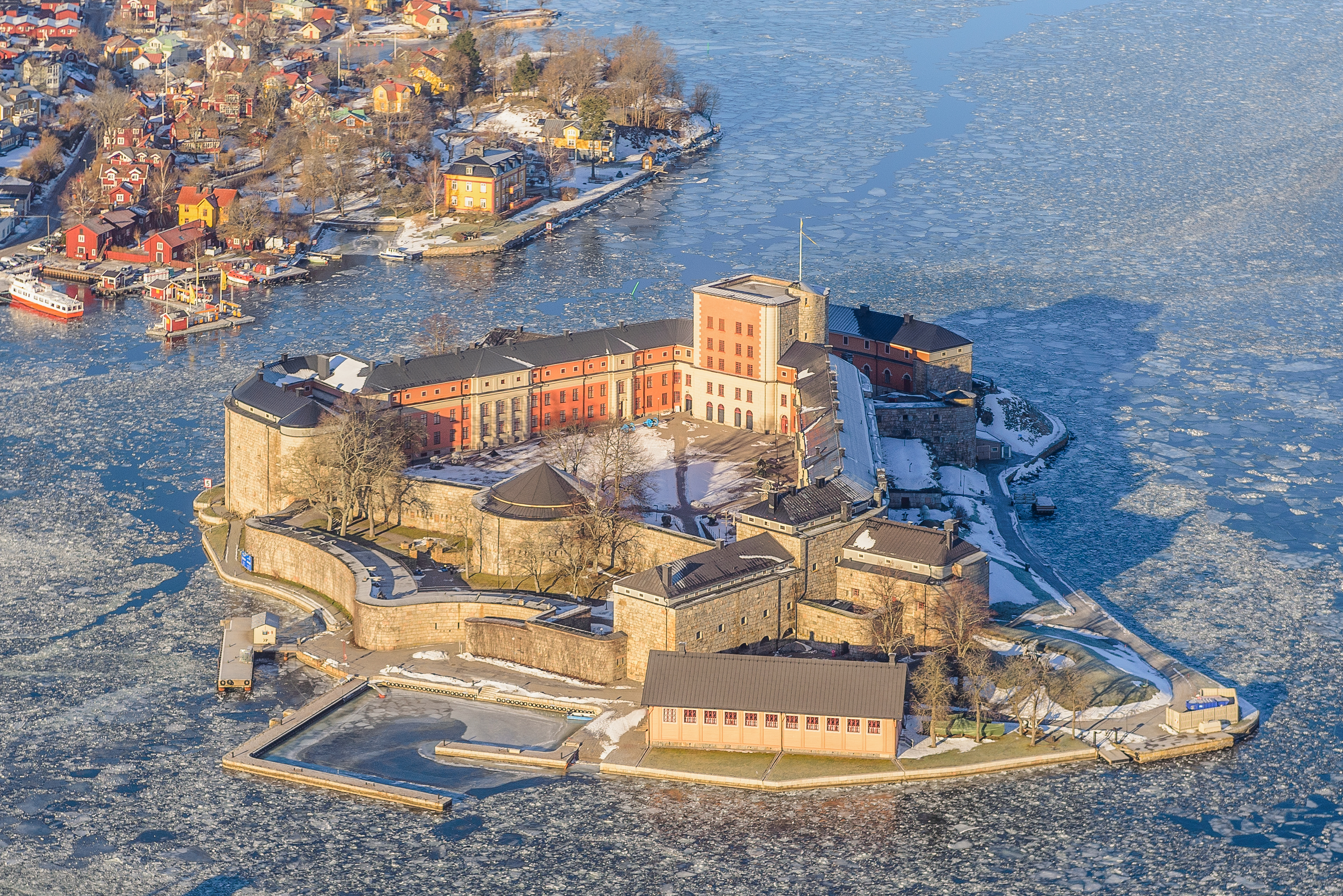
El Castell de Vaxholm a Vaxholmen

Vaxholm és una ciutat de l'arxipèlag d'Estocolm (Suècia). Es troba a 25 km al nord-est de la gran ciutat.
Té 4.887 habitants. Té una àrea de 1.6 km².
El nom li ve del castell Vaxholm (a l'illa veïna de Vaxholmen) de 1548 i fundat pel rei Gustau Vasa per defensar Estocolm de possibles atacs.
El rei Gustau Vasa comprà granges al compte Per Brahe "El vell" i el 1652 li fou atorgada la Reial Carta.
Vaxholm sempre s'ha dedicat a la indústria nàutica. En el segle xix, fou coneguda com una ciutat balneari que molt aviat es faria molt popular entre la classe alta d'Estocolm. A manca d'espai en el balneari es produí la construcció de cases velles de fusta, per albergar a tots els visitants del balneari.
Al Batalló Amfibi d'Infanteria destacat a Vaxholm i que pertany al cos d'artilleria costanera, hi va estudiar i treballar el príncep Carles Felip de Suècia.

## Transport
Hi ha ferris des de Strömkajen i Nybrokajen (Estocolm) que tarden una hora a arribar. Hi ha l'autobús 670 que va fins a Vaxhom (per transbordador).

## Llocs d'interès
- Fortalesa de Vaxholm i el seu Museu.
- Hotel-balneari de Vaxholm de 1899, obra d'Erik Lallerstedt.
- Passejar pel centre, entre botigues i edificis vells.
- Els jutjats de Vaxholm de 1925.
- Església de Vaxholm (SS. XVIII-XIX)